# أحمد الحواشي
أحمد بن محمد بن عبد الله بن معيض الحواشي (1955 - توفي 10 ديسمبر 2022) إمام وخطيب الجامع الكبير في مدينة خميس مشيط جنوب المملكة العربية السعودية. ولد في مدينة أحد رفيدة في عام 1374 هـ.

## نسبة وولادته
ينتسب الشيخ أحمد بن محمد بن عبد الله بن معيض بن عبد الرحمن الحواشي القحطاني لأسرة محافظة في محافظة خميس مشيط جنوب المملكة العربية السعودية، ولد في قرية (آل بحاث) بمركز الواديين التابع لمحافظة أحد رفيدة في منطقة عسير جنوب المملكة العربية السعودية.

## شيوخة ومتى بدأ ميوله الديني
كانت بداية ميوله الديني منذ طفولته وذلك لحبه أهل الدعوة ومرافقته وملازمته لهم فتأثر بهم وكثيرا وقد كان أبرز من أثّر على توجهه الديني هم الشيخ/ سليمان بن فايع، والداعية / شاهر بن سعيد القحطاني والشيخ / محمد بن شايع وغيرهم الكثير ولكنه كان متأثرا بهؤلاء الثلاثة كثيرا وملازما لهم وقد عرف عنهم التقوى والورع وحب الدين وأهله، وقد حفظ القرآن الكريم كاملا مجودا في سنّ مبكرة ثم تلقى الشيخ أحمد الحواش علوم الدين والقرآن الكريم على يد عدد من المقرئين والعلماء منهم
1. الشيخ المقرئ /عبد المجيد بن عبد المجيد السوري الشامي.
2. الشيخ /محمد العيسى.
3. الشيخ المقرئ /عبيد الله الحنفي.
4. الشيخ /محمد السالم
5. الشيخ /مفرح بن يحيى الشهراني
6. الشيخ /سعيد بن عبد الله الهمداني. تلقى على يده علمَ اللغة العربية والنحو، وكذلك علم المواريث ودراسة أصول الفقه والفقه.
7. الشيخ/محمد بن حمود تلقى على يده طرق الوعظ وأساليبه وحكمَته.
8. الشيخ/عبد الله بن سعدي العبدلي تلقى على يده علم العقيدة والتوحيد.

## حياته العلمية
درس الشيخ أحمد الحواش في بداية دراسته بمدرسةِ الإمام أحمد بن حنبل الابتدائة بخميس مشيط السنة الأولى من دراسته ثم انتقل إلى مدرسةِ الخالدية الابتدائية بخميس مشيط ودرس فيها سنتين، ثم انتقل إلى مدرسة الإمام البخاري الابتدائية بخميس مشيط التي أكمل فيها المرحلة الابتدائية، ثم انتقل إلى المعهد العلمي في أبها حيث التقى بعدد من المشايخ والعلماء وتلقى عنهم العلم الشرعي.
يقول الشيخ أحمد الحواش (وقد شرفني الله بحفظ الأمهات الست حفظاً متقنناً ودرّستُها في الجامع الكبير ثم حفظت ما تيسر لي من مسند الإمام أحمد وبعض المسانيد الأخرى، ثم قرأتُ كتابَ جامع الأصول في أحاديث الرسول - صلوات ربي وسلامه عليه وآله وسلم - في أحد عشر مجلداً قرأتهُ كاملاً مراتٍ عدة حتى أستظهرته، ثم قرأتُ كتابَ شرح السنة للبغوي في ستة عشر مجلداً واستظهرته أيضاً، ثم قرأتُ جُلَ التفاسير المهمة واستظهرتها ولله الحمد والمنة على فضله وتوفيقه، إضافةً إلى كثيرٍ من مؤلفات شيخ الإسلام ابن تيمية، وتلميذه البار ابن القيم – عليهما رحمة الله - ولا نزال حتى الآن وبعد الآن نتعلم ونستقي من علوم الشريعة النيّيَرة التي لم يأمرِ اللهُ العبدَ في حياته بالتزود من شيء إلا بالتزود منها أي من العلوم، ومن التقوى.)

## حياته العملية
- عمل الشيخ أحمد الحواش في بداية حياته العملية عضواً في هيئة الأمر بالمعروف والنهي عن المنكر السعودية في مدينة خميس مشيط لمدةِ عشر سنوات تقريباً.
- عُيّن أماماً وخطيباً للجامع الكبير بخميس مشيط منذ عام 1396 هـ حتى يوم الإثنين 2 / 3 / 1439 الموافق 20/11/2017/.
- القيام بالعديد من المحاضرات واللقاءات في جميع أنحاء المملكة العربية السعودية.

## جوائزه
حصل الشيخ أحمد الحواش في عام 1420هـ على جائزة أبها كأفضل إمامٍ وخطيب من يدِ خادم الحرمين الشريفين الملك /سلمان بن عبد العزيز آل سعود عندما كان أميراً لمنطقة الرياض في ذلك الوقت بحضور أمير منطقة عسير حينها الأمير /خالد الفيصل، حيث ترشح لتلك الجائزة لمحافظتهُ على الجامع جمعةً وجماعة وتمتعهُ بقدرٍ كبيرٍ من العلمِ، والثقافةِ، والفهمِ، وحسن التعبيرِ، واختيارِ مواضيع الخطب وملامستها لقضايا المجتمع وتوجيهِ الشبابِ إلى أمورِ الدين.

## قصته مع الإرهاب
بعد أحداث 11 سبتمبر دارت حول الشيخ أحمد الحواش اتهامات بأنه من المحرضين ومن المؤيدين لمن يدعمون الإرهاب فتسابق بعض الإعلاميين الغربيين والعرب لعمل حوارات صحفية مع الشيخ أحمد الحواش لإثبات دعواهم منها ما ورد عن الشيخ أحمد الحواش في لقاء مع جريدة الوطن السعودية نِشر في عددها الصادر يوم الثامن عشر من يونيو عام 2006 م قال الشيخ أحمد الحواش فيه
«فلم يسبق لي رفض أي وسيلة إعلامية هدفها خدمة الإسلام والبلاد وعن رفضي لاستقبال بعض الإعلاميين الأمريكيين أو الأستراليين فأنا لم أتردد في الاستقبال وحضر لي قبل قرابة الثلاث سنوات بعد أحداث سبتمبر بالتحديد صحفيون أمريكيون أو قد يكونون أستراليين لم أعرف جنسياتهم بالتحديد وكان بصحبتهم أحد الأكاديميين من المنطقة وبعد صلاة المغرب في هذا المسجد أبلغني الإخوان بوجود من يرغب مقابلتي من أحد الصحفيين واستقبلت ذلك الصحفي وطلب مني المحادثة على انفراد ولاحظت الارتباك بادياً عليه وبالفعل دخلنا غرفة المحراب بالمسجد كان حريصا على إغلاق الباب علينا فعلت ذلك وبادرني بالتعريف بنفسه ثم أظهر لي ثلاث بطاقات شخصية بثلاث هيئات مختلفة وجميعها له تحمل الأولى صورته حليق الشنب واللحية والثانية معفي الشنب وحليق اللحية والثالثة وكانت الأخيرة بلحية طويلة ثم هز البطاقة الأخيرة أمام أعيني وقال لي أنا أتيتك الآن من أفغانستان من عند أسامة بن لادن وعلى الفور قلت له المنافقون في عهد الرسول صلى الله عليه وسلم على صنفين أما أنت فعلى ثلاثة أصناف ولكن عد لي بعد قليل. وكان يومها يوم جمعة وكان هناك درس بعد صلاة المغرب وكنت أريد أن يحضر الدرس من أجل أن يكون الحديث عنه وفضحه أمام الملأ أجمعين خرج ولم يعد للمسجد واتجه إلى مصلى النساء وقام بتصويرهن وأمام الملأ، وأنا من هنا لم أتهرب من الإعلام أبدا ولكن ماذا يريد هذا الشخص فليس الهدف الحصول على مادة إعلامية بل كان يعتقد بأننا من المحرضين ومن المؤيدين لمن يدعمون الإرهاب بعد أن ظهر لنا من يشوه صورة بلدنا وعلمائنا وعكس صورة سيئة عن الإسلام والمسلمين وعن مساجدنا وتوجيه التهم إلينا بالإرهاب ودعمه ونحن براء من تلك الأعمال بل نحن أمة واحدة إذا اشتكى منها عضو تداعى له سائر الجسد بالسهر والحمى، وهناك من تشدق بالقول بأن مسجدي هذا منبع للإرهاب وأن من طلابي من شارك في تلك العمليات سواء في أحداث سبتمبر أو الأحداث الداخلية بل ذهب من يكتب كلاما يجر إلى الفتنة وهناك من ذهب لإظهار صور المسجد وقد أعلنتها بقوة من على محراب مسجدي هذا وأتحدى العالم بأكمله أن يكون هناك شخص واحد من هذا المسجد شارك في أعمال سبتمبر أو تلك الأعمال التي تحدث في بلادنا» 

## احتراق منزل ومسجد الشيخ أحمد الحواش ووفاة طفلية
في يوم الثلاثاء 1 شوال 1429هـ الموافق 30 سبتمبر 2008م وفي أثناء صلاة العيد نشب حريق في منزل ومسجد الشيخ أحمد الحواش وسارع فرق الدفاع المدني لإخماد الحريق الذي تسبب في وفاة طفلين للشيخ أحمد الحواش هما ابنه أنس (يبلغ من العمر سنتان) وابنته تسنيم (تبلغ من العمر 4 سنوات), واستمر الحريق قرابة ساعتين وسط حضور جماهيري كبير.
وقال الناطق الإعلامي لمديرية الدفاع المدني بمنطقة عسير الرائد محمد بن عبد الرحيم العاصمي إن سبع فرق إطفاء تابعة للدفاع المدني باشرت الموقع عقب 7 دقائق فقط من تلقي مركز العمليات بلاغ الحادث، وعملت على إخماد الحريق الذي أتى على مسكن الشيخ وأسرته ومصلى النساء والمكتبة وجميعها مشيدة من «الهنجر» ومقامة على سطح المسجد.
ولفت العاصمي إلى أن أحد رجال الدفاع المدني أصيب بإصابات مختلفة جراء محاولته مساعدة مصابين آخرين، مشيرا إلى أن التحقيقات مستمرة لمعرفة ملابسات الحادث.
وكانت إدارة مستشفى محافظة خميس مشيط العام قد أعلنت حالة الطوارئ يوم أمس جراء الحريق الذي نشب بسكن إمام الجامع الكبير بالمحافظة.
وقال مدير المستشفى بالإنابة الدكتور محمد سعيد جحرش إنه تم استدعاء كافة الطواقم الفنية والطبية بالمستشفى وتم استقبال 18 حالة اختناق جرى معالجة 17 حالة منها وغادرت المستشفى، فيما تم تنويم حالة واحدة في قسم العناية الوسطى، مشيرا إلى أنه تم إرسال سيارتي إسعاف للمساهمة في نقل المصابين إضافة إلى استقبال جثتي الطفل والطفلة وقد فارقا الحياة.
يذكر أن الشيخ الحواشي تلقى اتصالات متتالية من نجل خادم الحرمين الشريفين الأمير تركي بن عبد الله بن عبد العزيز آل سعود لمواساة الشيخ في طفليه وتعزيته، كما تلقى اتصالا من الشيخ عبد الله المطلق عضو هيئة العلماء وعائض القرني وعدد كبير من المشايخ والعلماء الذين نقلوا تعازيهم للحواشي في طفليه.

### مشاهد من احتراق المسجد ومنزل الشيخ أحمد الحواش
- ذكريات الشيخ في وفاة طفليه أنس وتسنيم على يوتيوب
- تصوير لاحتراق المسجد ومنزل الشيخ أحمد الحواش على يوتيوب
- قصيدة في رثاء إبني الشيخ أحمد الحواش على يوتيوب

### نشيد مواساة د.عائض القرنيللشيخ أحمد الحواش
بعد حادثة احتراق المسجد ومنزل الشيخ أحمد الحواش ووفاة طفلية تحرّكت مشاعر عائض القرني فكتب قصيدة عزاء ومواساة مؤثرة، أنشد كلمات القصيدة المنشد أسامة السلمان، جاء في القصيدة

### شعر د.قذلة القحطانيفي رثاء أنس وتسنيم
حركت حادثة احتراق المسجد ومنزل الشيخ أحمد الحواش ووفاة طفلية أنس وتسنيم مشاعر قذلة القحطاني فكتبت الشعر في رثاء أنس وتسنيم نشر في مقالة قذلة القحطاني بعنوان دموع محراب الجامع الكبير بخميس مشيط جاء فيها

## قراره الرحيل إلىالمدينة المنورة
بعد احتراق منزل أحمد الحواشي ومسجده الجامع الكبير بخميس مشيط نزل الشيخ في منزل أحد أبنائه وتلقى التعازي في وفاة طفليه أنس وتسنيم في مسجد ذي النورين بخميس مشيط بعد الصلوات وقام الأمير فيصل بن خالد بن عبد العزيز آل سعود أمير منطقة عسير بزيارة عزاء ومواساة لمنزل ابن الشيخ أحمد بن محمد الحواشي. وفي هذه الأثناء وبعد أن رأى الشيخ أحمد الحواشي بأن الحريق كان متعمداً ونفى أن يكون السبب تماس كهربائي، عندها قرر أحمد الحواشي الرحيل من المنطقة الجنوبية ومن مدينة خميس مشيط والانتقال إلى المدينة المنورة ليقضي ما بقي من حياته هناك، قائلا «سأنتقل إلى المدينة وقلبي يتفطر ألما وحسرة على مسجدي وطلابي، إن الحسرة على مسجدي لا تساويها الحسرات، وقد فقدت ابني» أنس«وهو من أحب أولادي وأقربهم إلى قلبي وشقيقته» تسنيم«ولكنني سعيد كونهما في كفالة إبراهيم، وإني على فراقهما لمحزون وحزني على مسجدي أشد وأبقى وأسال الله أن يربط على قلوب أمهما وعماتهما وصبر جميل.».

### مطالبات العدول عن قرار الرحيل
بعد أن أعلن أحمد الحواشي قرار الرحيل لم يكن من المصلين إلا أن أجهشوا بالبكاء وأحاطوا بالشيخ لثنيه عن القرار لكن الشيخ رفض وأصر على الرحيل.. حينها تدخل عدد من الأعيان يتقدمهم الداعية الدكتور سعد الحجري وطلبوا سرا إحضار مزيد من الوجهاء والأهالي للمحاولة مرة أخرى مع الشيخ بعد العصر.
واكتظت ساحات المسجد من جديد بأعداد هائلة من البشر تزيد عن 3000 شخص ، وتوافدت جموع من المواطنين في سيارات أغلقت الطرق والممرات المؤدية إلى المسجد، وخرج النساء من منازلهن مع أطفالهن إضافة إلى كبار السن والمقعدين، واصطف الجميع في انتظار عودة الشيخ الحواشي بعد صلاة المغرب.
وما إن وصل حتى بدأ البكاء والعويل وطالبه الجميع بالبقاء، كما شهد الحدث نزول أحد كبار السن «يتجاوز عمره الثمانين عاما» على قدم الشيخ، مما أبكى الحواشي.. وسقط آخر مغشياً عليه، وتهافت عدد من الأطفال لتقبيل يد الشيخ وهم يرددون «من يدرسنا القرآن بعدك يا شيخ».
فقابل الحواشي تلك الجموع بالترحيب وتوجه لأداء صلاة المغرب واعداً إياهم بالخير.. وبانقضاء الصلاة، وقف الشيخ لإلقاء درسه الأسبوعي معلنا عدوله عن قراره والبقاء في المنطقة تلبية لرغبة الحضور.. فتعالت الأصوات بالتكبير والتهليل وعلت الابتسامة على وجوه الناس مختلطة بالبكاء والتهاني لبعضهم البعض، ونقل الكثير من الحضور الخبر إلى أقربائهم عبر رسائل الجوال.
وقال سعد الحجري «إن الناس بحاجة إلى النصح والإرشاد، والشيخ الحواشي خير من يقدم ذلك، ونحمد الله أن الشيخ وافق ولبّى رغبة محبيه».

### زيارته للمدينة المنورة
بعد قرار أحمد الحواشي العدول عن الرحيل عن منطقة عسير زار الأمير خالد بن طلال بن عبد العزيز آل سعود، الشيخ أحمد الحواشي، صرح الأمير خالد «بأن هذه الزيارة تأتي تقديرا للشيخ أحمد الحواشي ومواساته في طفليه حيث يحظى الشيخ بمحبة وتقدير الجميع» وعرض الأمير خالد نقل الشيخ أحمد الحواشي وعائلته على طائرة خاصة من أبها إلى المدينة المنورة لزيارة المسجد النبوي. وعند وصول أحمد الحواشي إلى المدينة المنورة رحّب به علماء المدينة وتم تنظيم العديد من المحاضرات والزيارات له وتصدرت الصحف إعلانات محاضرات الشيخ أحمد الحواشي في مسجد قباء  وتم بث محاضراته مباشرة من المدينة المنورة.

## إمامة جامع خادم الحرمين الشريفين

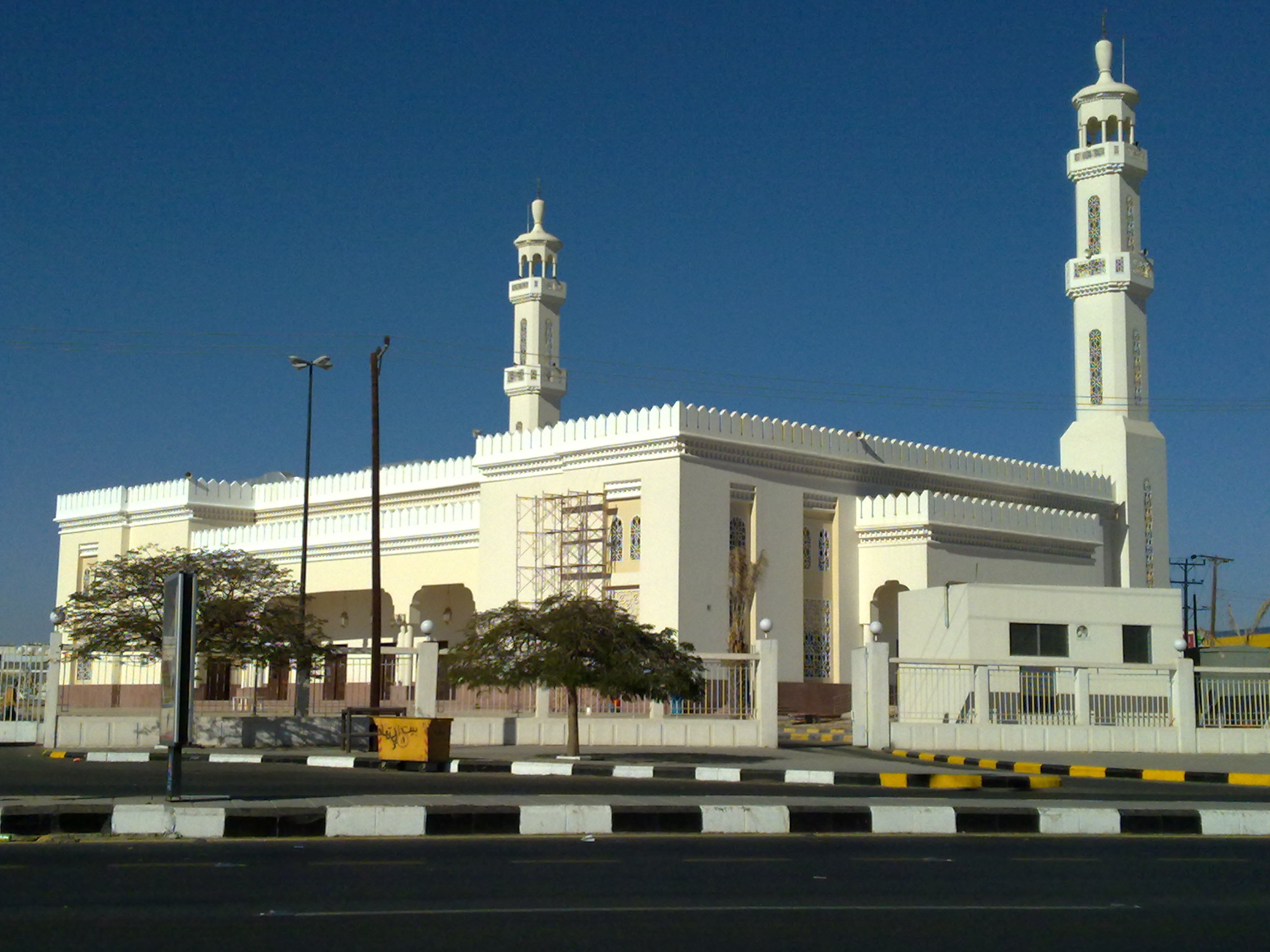
جامع خادم الحرمين الشريفين في خميس مشيط

بعد أن تم الانتهاء من جامع خادم الحرمين الشريفين في خميس مشيط الجامع الذي تفوق مساحته الـ2000م2 ويتسع لقرابة الـ4000 مُصلٍّ وتحيط به مواقف خارجية تستوعب قرابة الـ300 سيارة، وتم تجهيزه وبناؤه وفق أحدث المواصفات  تم تكليف الحواشي بإمامة جامع خادم الحرمين في خميس مشيط، وبعد عودته من المدينة المنورة برفقة الأمير ماجد نجل الملك عبد الله بن عبد العزيز آل سعود توجه الشيخ أحمد الحواشي إلى جامع خادم الحرمين الشريفين بخميس مشيط وقام الحواشي بإمامة المصلين كأول خطبة له بعد عودته لمنطقة عسير.

## أمر الملكعبد الله بن عبد العزيز آل سعودبإعادة إعمار مسجد الحواشي
صدرت موافقة الملك عبد الله بن عبد العزيز آل سعود ملك المملكة العربية السعودية على إعادة إعمار الجامع الكبير بخميس مشيط «مسجد الشيخ الحواشي» بموقعه على أحدث طراز، على أن يشتمل على مكتبة تحمل اسم الشهيدين «أنس وتسنيم», وسيتم إعادة بناء الجامع بطراز حديث، وعلى ثلاثة أدوار ومنارتين كبيرتين، وسيتكون الدور الأرضي من دورات مياه ومغاسل للموتى، والدور الأول سيخصص للرجال، أما الدور الثاني فسيكون مصلى للنساء ويتسع لقرابة ثلاثة آلاف مصلية، بالإضافة لسكن الإمام والمؤذن.

## إيقافه عن الإمامة
في يوم الإثنين 2 / 3 / 1439 الموافق 20/11/2017 صدر قرار وزارة الشؤون الإسلامية بإيقاف أحمد الحواشي عن الإمامة والخطابة في الجامع الكبير بخميس مشيط بناءً على ما تقتضيه المصلحة العامة، وتكليف الشيخ محمد بن علي حصان إماماً للفروض، والدكتور فهد بن سعيد القحطاني خطيباً للجمعة.

## مؤلفاته
- قرّةُ عيون الموحدين في الصلاة الخاشعة 1[وصلة مكسورة].

## محاولات اغتياله
- يوم الإثنين 28 فبراير 2013 نجا الحواشي من محاولة اغتيال عقب صلاة الفجر وقبل صلاة الإستسقاء حيث أخرج أحد المصلين آلة حادة «خنجراً» واندفع نحوه إلا أن نجل الحواشي «الدكتور محمد الحواش» أحبط محاولة الاعتداء.[19]

## وصلات خارجية
- صفحته على موقع طريق الإسلام
- المصحف كاملاً للشيخ أحمد الحواش من المكتبة الصوتية للقرآن
- سيرة الشيخ أحمد الحواشي نشرت في جريدة الوطن السعودية في يوم الخميس 3 شوال 1429هـ الموافق 2 أكتوبر 2008م العدد (2925) السنة التاسعة[وصلة مكسورة]
- المصحف كاملاً للشيخ أحمد الحواشي من موقع رياض القرآن
- بث دروس الشيخ أحمد الحواشي للعامة كل يوم جمعة
- مقالة منشورة للشيخ الحواشي[وصلة مكسورة]